# Ducado de Sora
O Ducado de Sora foi um Estado semi-independente na península Itálica, criado em 1443 por Afonso V de Aragão e dissolvido em 1796.
Ocupava a parte sudeste do que é hoje o Lácio, fazendo fronteira com o actual Abruzzo. A sua primeira capital foi Sora, depois, sob a família Boncompagni, Isola del Liri.

## História

### Constituição do Condado de Sora e elevação a ducado
O Condado de Sora foi constituído em 1399 como feudo do Reino de Nápoles, e entregue aos Cantelmo, uma antiga família italiana. Em 1443, Nicolau Cantelmo (+1494), conde de Sora e da vizinha localidade de Alvito, foi nomeado primeiro duque de Sora pelo rei Afonso I de Nápoles.
O seu feudo seria um Estado tampão entre o reino de Nápoles (a sul) e os Estados da Igreja (a norte). No século XV, a família Cantelmo lutou por uma maior autonomia, tirando partido de crises sucessórias no trono napolitano, e de mudanças políticas do Papado, sempre que um novo pontífice era eleito.
Em 1450, durante uma destas guerras, o papa Pio II, que apoiava o partido aragonês, enviou Frederico de Montefeltro contra os Cantelmo. O exército de Sora foi derrotado e o ducado pacificado. Contudo, em 1463, desencadeou-se nova revolta e, desta vez, o comandante papal era Napoleone Orsini, que capturou Isola del Liri, Arpino, e grande parte do território, tornando Sora num feudo papal. Piergiampaolo Cantelmo perdeu o título ducal e, o resto das suas terras em Alvito e Popoli, foram consignadas a seu irmão João (Giovanni) Cantelmo com o título de conde.

### Os Della Rovere
Em 1472, o papa Sixto IV renuncia aos seus direitos feudais sobre Sora: o ducado, desde então separado do de Alvito mas aumentado com a aquisição de Arce, foi doado ao seu sobrinho Leonardo Della Rovere, que casou com Joana de Aragão (Giovanna d’Aragona), filha natural do rei Fernando I de Nápoles.
É neste duplo acto de renúncia e doação do papa e na sua situação estratégia como Estado tampão entre os Estados Pontifícios e o Reino de Nápoles que acentua a soberania dos novos duques de Sora que se tornam, de facto, duques soberanos.
A Leonardo, morto sem descendência, sucede seu irmão João (Giovanni della Rovere), senhor de Senigália, que derrota o exército aragonês em L'Aquila e vence Bartolomeo d'Alviano, que ameaçava a sua fronteira norte, próximo de Tagliacozzo. Em 1495, conquista Ceprano e Montecassino, atingindo o ducado a sua maior extensão territorial. No ano seguinte, teve que se defender de um ataque liderado por Próspero Colonna, perdendo Esperia e Monte San Giovanni Campano até que o papa Alexandre VI o reconhece como duque.
Após a morte de João, sucede-lhe o filho, Francisco Maria I, oficialmente investido do título pelo rei Luís XII de França, na altura pretendente ao trono de Nápoles. Após defender as suas terras de César Bórgia, em 1516, Francisco Maria é deposto por Fernando de Ávalos, em nome do rei Carlos IV de Nápoles. Ele foi o último governante pró-francês no reino. O ducado foi governado por um curto período por Guilherme de Croy, mas os Della Rovere retomaram-no em 1528 graças ao esforço de Odet de Foix.
A Francisco Maria I sucede o seu segundo filho, o cardeal Júlio Feltrio Della Rovere a quem sucede, em 1578, Francisco Maria II, seu sobrinho, que já era duque de Urbino.

### Os Boncompagni

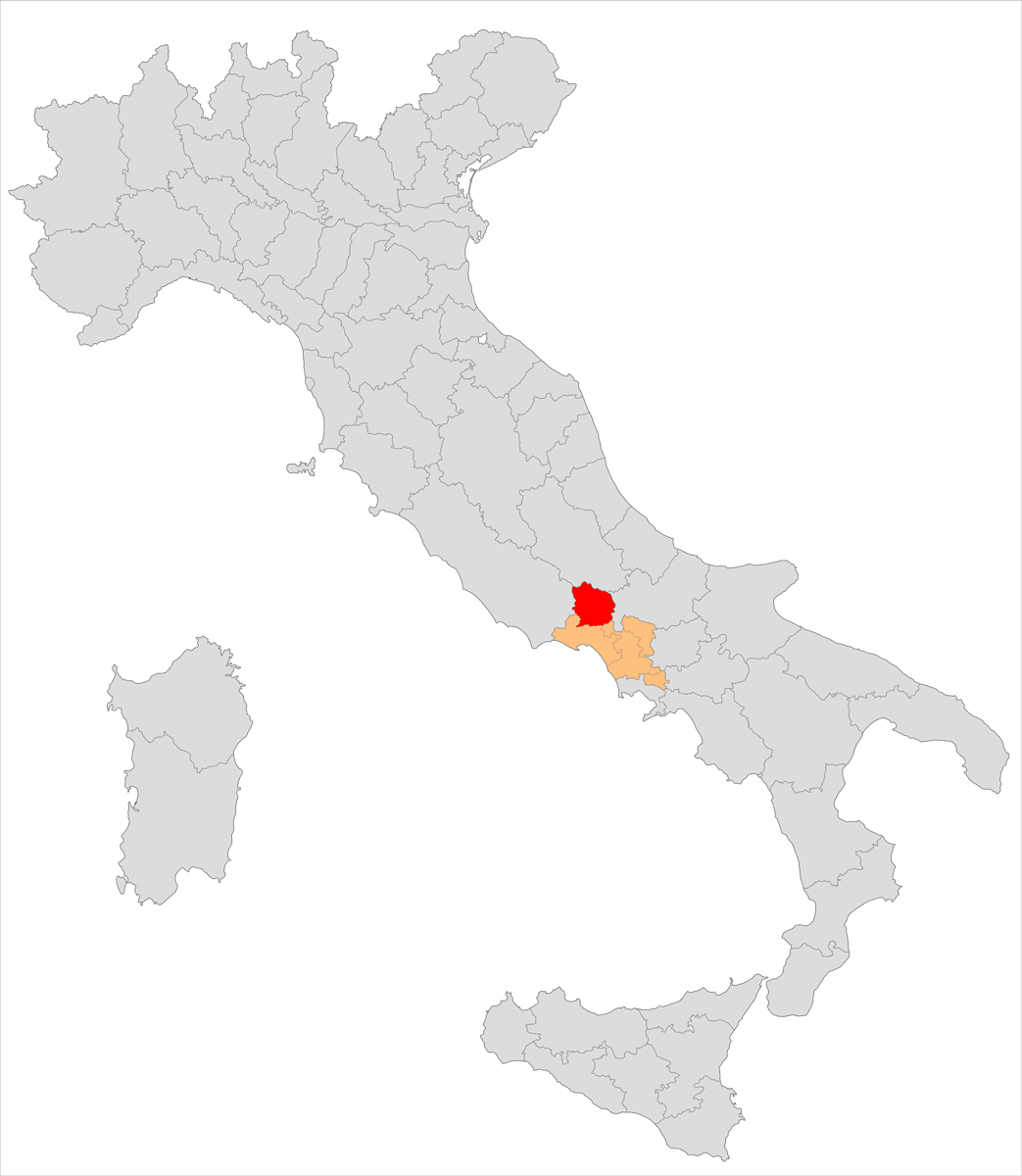
O Ducado de Sora correspondia, grosso modo, ao antigo distrito (circondario) de Sora (no mapa assinalada a vermelho).

Em 1579, o papa Gregório XIII adquiriu o ducado por 100.000 scudi, ampliando-o  com Aquino e Arpino atribuiu-o, então, a seu filho Jaime Boncompagni (Giacomo Boncompagni), transformando-o num território verdadeiramente autónomo, só nominalmente dependente do Reino de Nápoles.
A criação de um Estado independente no sudeste do Lácio era um plano do cardeal Francisco Maria del Monte para contrabalançar a expansão da Casa Farnésio (que, para além dos territórios no vale do Pó, detinha o Ducado de Castro, no noroeste do Lácio).
A dinastia Buomcompagni promoveu o desenvolvimento do seu Estado com a instalação de indústria têxtil em Arpino e Sora e indústria de papel ao longo do rio Liri, e promovendo a construção de uma nova cidade, Colle Drago. No entanto, estes projectos expansionistas, causaram algumas dificuldades financeiras e impediram um maior desenvolvimento.
O duque Gregorio II casou com Hipólita Ludovisi (Ippolita Ludovisi), Princesa Soberana de Piombino, e a união das duas famílias, os Boncompagni-Ludovisi, possibilitou que as dificuldades económicas fossem ultrapassadas.
O último duque soberano foi António II, que, em 1796, cedeu o seu Estado ao rei Fernando I das Duas Sicílias, tornando-se mero duque-honorário.

## A capital
A sede do ducado, localizava-se em Sora, que deu o nome ao Estado, residindo os duques no palácio ducal de Sora.
Sob a família Boncompagni, particularmente envolvida no desenvolvimento económico-social do seu estado, a sede do ducado foi transferida para o Castelo Boncompagni-Viscogliosi, em Isola di Sora (hoje denominada Isola del Liri).

## Lista de duques de Sora

### I. Os primeiros duques
Família Cantelmo

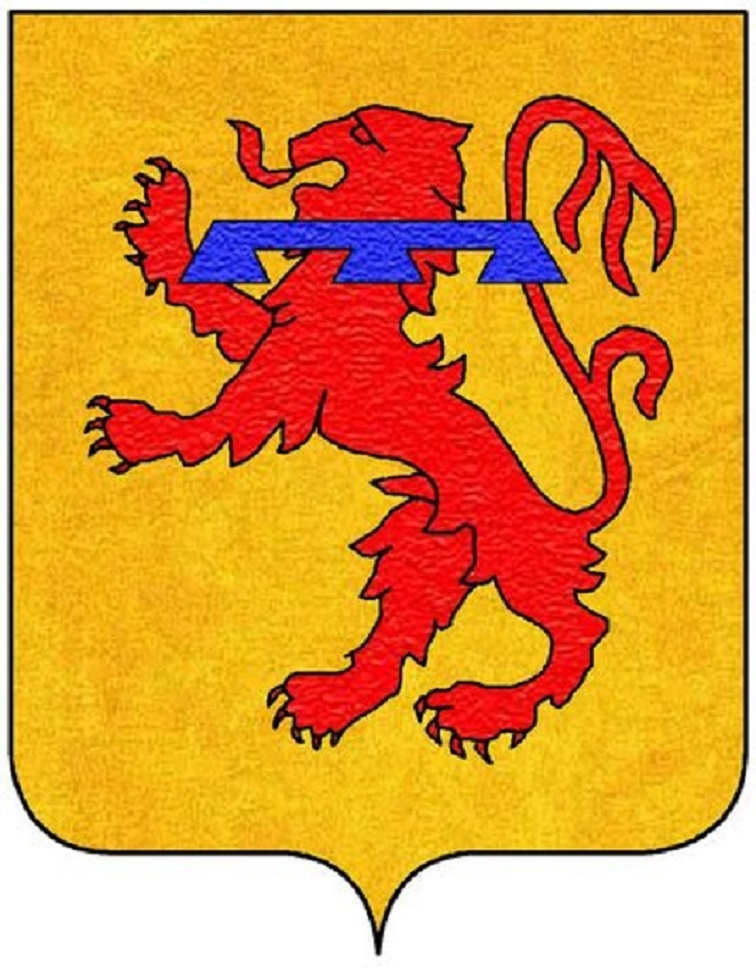
Brasão dos Cantelmo

- 1443-1454 – Nicolau (Nicola) Conde de Sora e de Alvito, nomeado Duque em 1443
- 1454-1463 - Piergiampaolo Cantelmo
- 1463-1472 - ocupação papal

### II. Duques soberanos de Sora
Família Della Rovere
- 1472-1475 – Leonardo
- 1475-1501 – João (Giovanni)

Brasão dos Della Rovere

- 1501-1516 - Francisco Maria I (Francesco Maria I)
- 1516-1528 - Guilherme de Croy
- 1528-1538 – Francisco Maria I (Francesco Maria I) - 2ª vez
- 1538-1578 – Cardeal Júlio Feltrio (Giulio Feltrio)
- 1578-1579 – Francisco Maria II (Francesco Maria II)

Família Boncompagni
- 1579-1617 - Jaime I (Giacomo I)

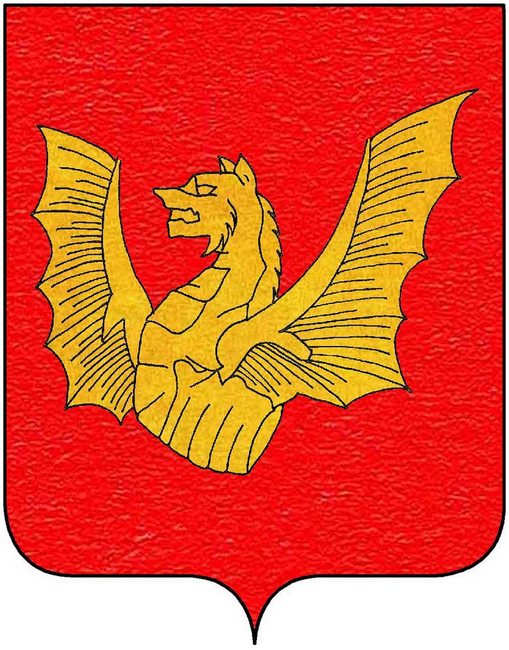
Brasão dos Boncompagni.

- 1617-1628 - Gregório I (Gregorio I)
- 1628-1636 - Jaime II (Giacomo II)
- 1636-1676 - Hugo I (Ugo I ou Ugone)
- 1676-1707 - Gregório II (Gregorio II)

Família Boncompagni-Ludovisi
- 1707-1731 - António I (Antonio I)
- 1731-1777 - Caetano I (Gaetano I)

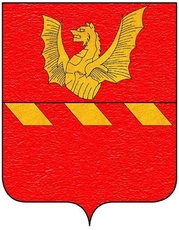
Brasão dos Boncompagni-Ludovisi.

- 1777-1795 - António II (Antonio II)

### III. Duques honorários de Sora
Família Boncompagni-Ludovisi
- 1795-1805 - António II (Antonio II)
- 1805-1841 - Luís Maria (Luigi Maria)
- 1841-1883 - António III (Antonio III)
- 1883-1911 - Rodolfo
- 1911-1935 - Hugo II (Ugo II)
- 1935-1955 - Francisco (Francesco)
- 1955-1964 - Nicolau Francisco (Nicolò Francesco)
- desde 1964 - Francisco Maria (Francesco Maria)